# Nyírő Gyula Országos Pszichiátriai és Addiktológiai Intézet
Az Nyírő Gyula Országos Pszichiátriai és Addiktológiai Intézet jogelődjét 1884-ben hozták létre azért, hogy a Lipótmezei Országos Tébolyda leterheltségét csökkentsék. Előzőleg ugyanitt állt az első pesti magán-elmegyógyintézet, mely 12 beteg befogadására volt alkalmas. Azt az intézetet Pólya József vezette és 1841-ben nyílt meg, de anyagi támogatás híján két év múlva megszűnt, a ház és a telek pedig állami tulajdonba került.

## Története
1884-ben Gyógyíthatatlan és közveszélyes elmebetegek tébolydája néven új intézmény létesült, aminek a nevét Állami Elmebetegápoldára változtatták, majd 1924-től már Angyalföldi Elme- és Ideggyógyintézet néven volt ismert. 
Az intézet jó kezelési eredményeiről, emberséges bánásmódjáról volt ismert. Közreműködött az elmeorvos-képzésben és a tudományos munkában is. Az intézetből indult ki a Magyar Elmeorvosok Egyesületének és az Elmeorvosok Nagygyűléseinek megalakítása. 1945 után kórházzá alakult, Nyírő Gyula nevét 1992-ben vette fel.
Az intézet a Róbert Károly körút és a Lehel utca sarkán állt. Épületeit Weber Antal tervezte. A régi központi épületet 1984–1985 között lebontották, az egykori intézetet a Nyírő Gyula Kórház magába olvasztotta és a kórház elme- és idegosztályaként működik tovább.
Az Országos Pszichiátriai és Neurológiai Intézet (OPNI) 2007-es bezárása után az egykori nagy múltú intézmény számos speciális szakellátási feladatát vette át. 
2021 áprilisától az Országos Klinikai Idegtudományi Intézettel összevonásra került, ekkor az Országos Mentális, Ideggyógyászati és Idegsebészeti Intézet – Nyírő Gyula Kórház nevet viselte.
2024 márciusában kivált az idegsebészet az Intézetből, és áprilistól ismételten a Nyírő Gyula Országos Pszichiátriai és Addiktológiai Intézet nevet viseli.

## Igazgatóinak listája
- 1883–1889: Lechner Károly
- 1889–1910: Oláh Gusztáv
- 1910–1923: Epstein László
- 1923–1925: Nyéki László
- 1925–1929: Selig Árpád
- 1929–1939: Zsakó István
- 1939–1951: Nyírő Gyula
- 1951–1974: Krasznai Iván
- 1974–1979: Selmec Imre
- 1979–1980: Kádár Tiborné
- 1980–1990: Fövényi Mihály
- 1990–2002: Takács Gábor
- 2002–2007: Falus Ferenc
- 2007–2012: Vadnai Marianna
- 2012–2020: Németh Attila
- 2020–2021: Kéri Szabolcs
- 2021–2024: Erőss Lóránd
- 2024–: Ézsi Robin

## Ajánlott irodalom
- A Budapesti Angyalföldi Elme- és Ideggyógyintézet emlékkönyve 1883–1933. Budapest, 1933
- Angyalföldi Elme- és Ideggyógyintézet, Angyalföldi Helytörténeti Gyűjtemény
- Magyar életrajzi lexikon I–IV. Főszerk. Kenyeres Ágnes. Budapest: Akadémiai.  1967–1994. Weber Antal